# Râul Banagui
Râul Banagui este un curs de apă, afluent al Desnățuiului.